# Модулно програмиране
Вижте пояснителната страница за други значения на Модул.
Модулно програмиране е техника за проектиране на софтуер, увеличаваща степента, до която софтуерът е съставен от отделни, взаимозаменяеми компоненти, наречени модули. Това се постига чрез разбиване на функциите на програмата на модули, всеки от които изпълнява само една функция и съдържа всичко необходимо за нейното изпълнение. С други думи модулът е подсистема, част от компютърна програма, която изпълнява конкретни действия. Понякога модулът се нарича още пакет, библиотека и др. Модулът съдържа предимно по-малки единици (функции, класове и т.н.) в повечето случаи, написани на отделен файл, (а при някои езици като например С се пишат отделни файлове, в рамките на определения модул).